# ارچی کمپبل (بازیکن فوتبال، زاده ۱۹۰۴)
ارچی کمپبل (انگلیسی: Archie Campbell; ۱۵ اوت ۱۹۰۴ – c. 1980 (aged 75–76)) بازیکن فوتبال اهل بریتانیا بود.
از باشگاه‌هایی که در آن بازی کرده‌است می‌توان به باشگاه فوتبال لینکولن سیتی و باشگاه فوتبال استون ویلا اشاره کرد.